# Neodermis

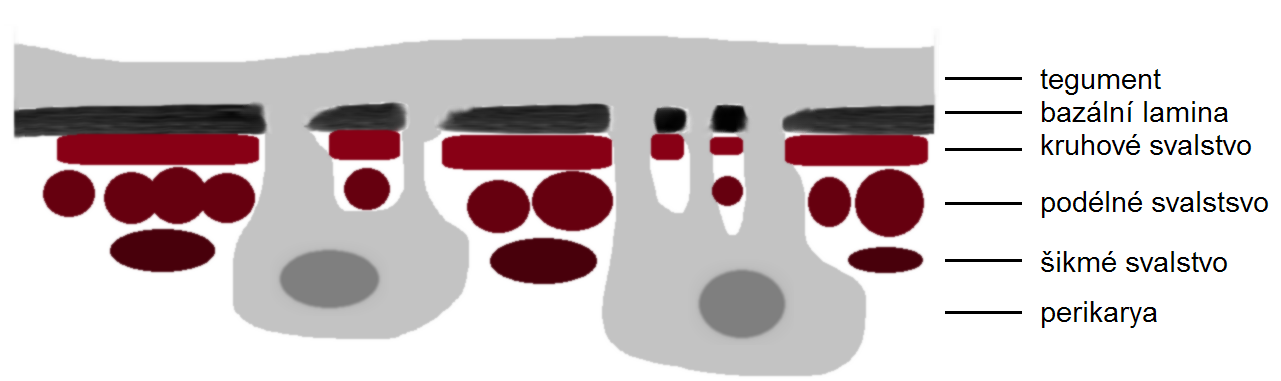
Neodermis

Neodermis je označení pro syncytiální pokožkový kryt organismů ze skupiny Neodermata. Vzniká po odloučení primární pokožky prvního larválního stádia při kontaktu s mezihostitelem. Mezodermální buňky poté expandují skrze bazální laminu na povrch, kde splývají v syncytium. Buněčná jádra nad laminu nepronikají. Hlavními funkcemi neodermis jsou kromě ochrany parazita před imunitní odpovědí hostitele i trávení, transport živin a vylučování odpadních produktů, neboť např. u tasemnic není vyvinuta samostatná trávicí soustava. Neodermis může být klíčovou adaptací, která zapříčinila evoluční úspěch Neodermata. Termín „neodermis“ poprvé použil německý parazitolog Ulrich Ehler v roce 1985.

## Struktura neodermis
Neodermis je typicky bez sklerotizovaných struktur a řasinek (cilií). U příbuzných skupin převažuje pokožka vytvářená z ohraničených buněk, řasinky jsou přítomny (např. u ploštěnek), avšak existuje zde velká variabilata pokryvů – vzácně může docházet ke splývání v syncytium se zanořenými jádry a cilie mohou chybět i u ploštěnek (konkrétně rod Genostoma, jehož pokožka splňuje morfologická kritéria neodermis). Jelikož jde tedy spíše o plynulý přechod od jednoho stavu k druhému, je neodermis definována uměle takto:
1. Znaky zvýšeného příjmu živin přes pokožku (zvětšení povrchu mikroklky).
2. Nejsou přítomny bičíkaté buňky.
3. Tegument je syncytiální.
4. Jádra pokožkových buněk jsou zanořena pod bazální laminu.

Neodermis je odvozena z neoblastů, které mají vlastnosti kmenových buněk. Nejsvrchnější souvislá syncytiální vrstva (tegument) tvoří povrch celého těla, je přerušena pouze v místech žlázových nebo receptorových vývodů. Těsně pod ní je bazální lamina, kterou pronikají výběžky tegumentu k buněčným jádrům uloženým hlouběji (označují se jako perikarya nebo cytony). Kolem perikaryí procházejí podélné, příčné a šikmé svaly.
Přesná stavba se může mírně lišit na různých částech těla. V neodermis mohou být přítomny tvrdé sklerity. Někdy je dělena zářezy.

## Ochrana a příjem živin
Jelikož jsou hlavní interakce mezi parazitem a hostitelem potravní, neodermis hraje klíčovou roli ve fyziologii a metabolismu parazitů ze skupiny Neodermata. Neodermis umožňuje pružně reagovat na poškození tegumentu enzymy hostitele a na změny dostupnosti živin v okolním prostředí, což by s neživým tlustým pokryvem nebylo možné. Absence přepážek mezi buňkami tegumentu jej činí odolnějším proti obraně hostitele (trávicí enzymy, žlučové kyseliny emulgující lipidy, imunitní systém). Látky, které prostoupily skrz membránu do tegumentu, se mohou volně rozptýlit po celém povrchu těla, což může podpořit metabolické a elektrochemické regulace. Perikarya jsou izolována vrstvou tegumentu a bazální laminou, tudíž jsou lépe chráněna před útoky hostitele. Třebaže perikarya sdílí stejný cytoplazmatický objem, jsou stále relativně oddělena, takže se může tegument lokálně diferencovat a specializovat změnou exprese genetické informace. K tomu může docházet připojováním nových diferencovaných buněk k tegumentu a naopak odpojováním těch starých.